# Католическая колонизация Прибалтики

Карта расселения балтийских племён ок. 1200 года

Католическая колонизация Прибалтики — совокупность действий немецких, датских и шведских крестоносцев для завоевания земель современной Прибалтики, под идеей обращения населения в христианство, в конце XII — первой половине XIII столетия. 
В результате этих походов на землях прибалтийских племён — ливов, леттов (латгалов), куршей, земгалов, эстов, пруссов и других — возникло государство Тевтонского ордена, находящееся в подчинении Римско-католической церкви и Священной Римской империи. Также возникла Датская Эстляндия.

## Хроника колонизации
В 997 году польский король Болеслав I послал чешского епископа Адальберта Пражского с миссией к вендам в Пруссию. Миссия обернулась провалом, а Адальберт был зверски убит. Его последователь, Бруно Кверфуртский, также был убит пруссами в 1009 году.
В 1157 году состоялся первый крестовый поход шведского короля Эрика в Финляндию и было учреждено первое епископство в этих землях под началом Генриха.
В мае 1164 года шведы осадили Ладогу, но потерпели поражение от новгородцев 28 мая.

### Колонизация Ливонии и первые притязания на Эстонию
В 1184 году в устье Даугавы прибывает немецкий миссионер Мейнард фон Зегеберг. Он обращается к полоцкому князю Владимиру за разрешением проповедовать в землях его вассалов ливов и получает согласие.
Летом 1185 года Мейнард приглашает каменщиков с Готланда для строительства каменных замков Икскюль и Гольм.
В 1186 году учреждена католическая Икскюльская епархия.
В 1193 году папа Целестин III объявил крестовый поход против прибалтийских язычников с целью обратить их в католичество и вывести из-под влияния православия.
В 1195 году заканчивается строительство замков Икскюль и Гольм, местные жители изгоняют католических проповедников из Ливонии. В 1196 году умирает Мейнард.
Весной 1197 года в Ливонию уже с вооружённым отрядом прибывает 2-й икскюльский епископ Бертольд Шульте. 24 июля 1198 года ливы убивают его в бою на месте будущего города Риги.
В 1198 году создаётся Тевтонский орден, 19 февраля 1199 года римский папа Иннокентий III утверждает его устав своей буллой.
В 1199 году ливы полностью изгоняют со своей земли католических проповедников и рижских немцев.
Весной 1199 года епископом искюльским назначается бременский каноник Альберт фон Буксгевден, племянник Бременского архиепископа Гартвига II. Он собирает в северогерманских землях Священной Римской империи внушительное войско, которое прибывает в Ливонию на следующий год.
В 1201 году епископ Альберт переносит свою резиденцию ближе к устью Даугавы, основывая там укрепление Рига, куда перенесен официальный центр Рижского епископства, главой которого Альберта назначил своей буллой 1202 года римский папа Иннокентий III.
В 1202 году образовано Ливонское братство воинов Христа (более известное как «Орден меченосцев» — военная сила для борьбы с язычниками под идеей их обращения в христианство.
В 1203 году Владимир Полоцкий, стремясь получить контроль над ливами, вторгся в Ливонию, где захватил замок Икскюль, заставив платить ему дань. Однако вскоре ему пришлось столкнуться с сопротивлением крестоносцев. После неудачной попытки захватить замок Гольм Владимир отступил. Это была первая схватка князей Руси с крестоносцами на земле, которая ранее платила дань Руси.
В 1204 году папа Иннокентий III уполномочил лундского архиепископа объявлять крестовые походы в Прибалтику, создав своеобразный противовес растущему влиянию рижской епархии в этом регионе.
Весной 1205 года немцы разгромили литву при Роденпойсе. В том же году крестоносцы начинают двигаться вверх по течению Даугавы и захватывают Икскюль, Леневарден, Ашераден.
В 1206 году немцы совершают поход на Торейду и захватывают её. Племенной вождь Каупо был первым из ливов, про которого известно, что он принял крещение. Когда немецкий гнёт стал усиливаться, ливы восстали против крестоносцев и их духовных князей, но восстание было подавлено. Каупо оставался союзником крестоносцев вплоть до своей гибели в сражении при Вильянди в 1217 году. Его потомки образовали остзейский аристократический род фон Ливенов.
4 июня 1206 года крестоносцы наносят разгром ливам у Гольма. Летом того же года полоцкий князь Владимир предпринимает второй поход в Ливонию.
В 1206 году датчане под водительством короля Вальдемара II делают первую попытку захвата Эзеля.
В 1208 году Орден меченосцев и рижский епископ захватывают Кукейносское княжество. Князь Вячко уходит на Русь.

### Колонизация Эстонии и отказ Руси от Ливонии и Эстонии

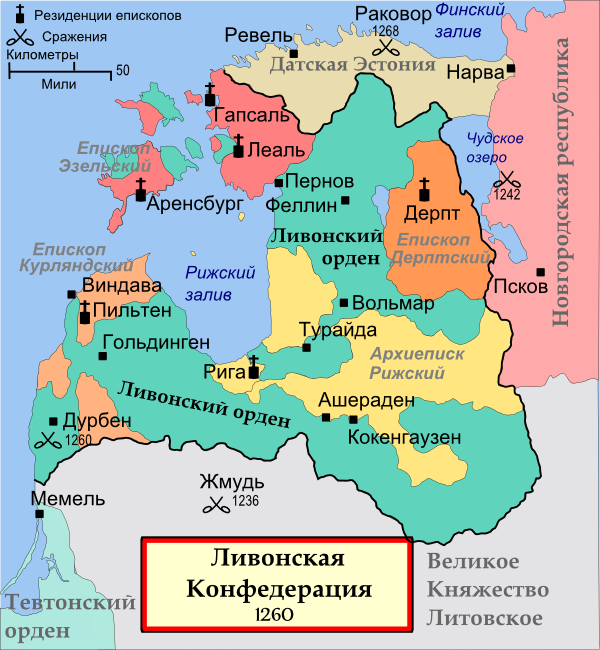
Terra Mariana в 1260 году

В 1209 году начинается проникновение ливонских миссионеров на земли эстов. В том же году немецкие крестоносцы вместе с латгалами предпринимают поход на эстов.
В 1209 году происходит подчинение Герцикского княжества ливонским рыцарям. Князь Всеволод признаёт себя вассалом рижского епископа Альберта Буксгевдена.
В 1210 году новгородский князь Мстислав Удатный после победоносного похода на Медвежью голову (Оденпе) заключает мир с ливонцами, которые были заинтересованы в спокойствии на своих северных границах, так как подверглись нападению куршей на юге и стремились не втянуться в межэтническую войну эстов и латгалов, продолжавшуюся с 1208 года. Мстислав поделил с рижским епископом Альбертом сферы влияния: за Новгородом были закреплены права на северные области Латгалии (Талава и Очела) и на эстонские земли вдоль Чудского озера: Вирония, Вайга, Уганди. Права рижского епископа признавались на Ливонию, Нижнее Подвинье и Латгалию (без Талавы и Очелы). Одновременно был подписан мирный договор с Полоцком с обещанием епископа Альберта о выплате «ливской» дани, которую ранее получал Полоцк. Признав права Риги на земли по Двине (возможно, также Кукейнос и Герцике), Мстислав усугубил положение полоцкого князя Владимира, лишившегося поддержки новгородско-псковских соотечественников. Однако для возвышения роли Новгорода и Пскова в торговле это было выгодно. Согласно мирному договору с Новгородом, большая часть Эстонии (Сакала, Гервен, Гария, Рявала и Приморье (нем. Maritima или Wiek, Вик; эст. Läänemaa, Ляэнемаа), Роталия (Rotalia, эст. Ridala) и Сонтагана (Sontagana; эст. Soontagana) оставалась не покорённой ни русскими, ни немцами.
1210 — заключение первого русско-немецкого матримониального альянса — брака племянницы Мстислава, дочери псковского князя Владимира Мстиславича, и младшего брата епископа Альберта, Теодориха Буксгевдена. Этот брак закрепил мирный договор новгородцев и ливонцев и обусловил особую политику Пскова в отношениях с Орденом меченосцев и рижским епископом на последующие 40 лет. Уже в декабре 1210 года псковская дружина участвует в походе рыцарей на эстонскую область Сонтагана.
В феврале-марте 1211 года немцы захватывают Феллин. Эсты отвечают большим походом на Ригу, где терпят сокрушительное поражение в битве на Койве, после которой немцы становятся главными претендентами на власть в Прибалтике. В Эстонию назначается первый католический епископ Леальский, сподвижник икскюльских и рижского епископа Теодорих, однако в свои права он так и не вступил. В том же году немцы вместе с латгалами совершают поход на эстов, опустошая Уганди.
В январе 1212 года немцы вместе с ливами и латгалами вторгаются на земли эстов до Юрьева и Гервена.
В 1212 году епископ Альберт и полоцкий князь Владимир встречаются в Герцике, после чего подписывается новый мирный договор между сторонами, по которому рижский епископ уже снимает с себя обязательство платить «ливскую» дань. Посредничал при заключении договора изгнанный псковичами князь Владимир Мстиславич, получивший в награду от епископа Альберта замок Вольмар и Идумею в управление.
В 1213 г. папа Иннокентий III уполномочил лундского архиепископа назначать епископов для земель Сакала и Уганди в Южной Эстонии, чем были недовольны и Альберт, и меченосцы.
В конце 1214 года немцы начинают большую войну за Эстонию (1214—1224) с похода в Вик (Роталия, Ляэнемаа).
В 1215 году немцы совершают поход в Сакалу, на который эсты отвечают походами в Ливонию из Эзеля и Вика, из Сакалы и Уганди. Затем немцы предпринимают три опустошительных похода на Уганди.
Зимой 1215-1216 года немцы проводят крестовые походы на эстонские земли Роталия и Эзель. Полоцкое княжество начинает подготовку к большому контрнаступлению в Ливонии, которое не состоялось из-за смерти князя Владимира весной 1216 года.
Летом 1216 года немцы идут на Сакалу и Гарию.
В январе 1217 года немцы и эсты нападают на псковские земли по Шелони. В феврале Владимир Мстиславич Псковский разбивает крестоносцев при Оденпе.
В марте 1217 года папа Гонорий III издал буллу с призывом к крестовому походу против пруссов.
21 сентября 1217 года происходит битва крестоносцев с эстами около Феллина.
В августе 1217 года новгородский князь Всеволод Мстиславич совершает первый поход в Ливонию (первое разорение Ливонии).
В феврале 1219 года немцы идут походом в северную Эстонию. В июне того же года на побережье Эстонии высаживаются датчане, основывая крепость Ревель. Начинается открытое соперничество Ордена меченосцев и рижского епископа с одной стороны и датчан с другой за покорение Эстонии.
Летом — осенью 1219 года немцы развивают инициативу в Эстонии походами в Гервен и Гарию.
В начале 1220 года заключён мирный договор между Ригой и Новгородом. В том же году брат рижского епископа Альберта Герман Буксгевден становится вторым епископом Леальским, а с 1224 года — Дерптским (умер ок. 1248 года, пережив брата почти на 20 лет).
В 1220 году к попыткам захватить Эстонию подключаются шведы, предприняв неудачную попытку основать колонию в Роталии.
В 1221 году русское войско осаждает столицу Ордена меченосцев Кесь.
Зимой 1221—1222 года крестоносцы совершают нападение на новгородские земли.
Летом 1222 года датчане высаживаются на Эзеле.
В начале 1223 года разгорается большое антинемецкое восстание в Эстонии, эсты захватывают Феллин и Дерпт и обращаются за военной поддержкой к Новгороду, получая её согласно заключенному тогда же договору.
Весной того же года немцы идут большим походом против эстов, разоряя Уганди. Эсты отвечают походом в Ливонию и Латгалию. Летом немцы разгромили их на реке Имере.
1 — 15 августа 1223 года немцы осаждают эстонско-русский гарнизон в Феллине. Взяв крепость, они пощадили эстов, но повесили русских воинов в назидание «другим русским». После этого немцы осаждают замок в Пале, который сдаётся без боя. «И даровали им христиане жизнь и свободу и отпустили их по деревням, взяв всю огромную добычу, коней, овец, быков и всё, что было в замке; восхвалили бога за овладение двумя замками и за подчинение вновь этого лживого народа, а потом с большой радостью возвратились в Ливонию», — сообщает Генрих Латвийский. После этого старейшины из Сакалы отправляются в Новгород «с деньгами и многими дарами попытаться, не удастся ли призвать королей русских на помощь против тевтонов и всех латинян. И послал король суздальский (Susdalia) своего брата, а с ним много войска в помощь новгородцам; и шли с ним новгородцы и король псковский (Plescekowe) со своими горожанами, а было всего в войске около двадцати тысяч человек».
В сентябре 1223 года войско во главе с Ярославом Всеволодовичем осаждает Дорпат (нынешний Тарту) и основывает там Юрьевское княжество во главе с князем Вячко, который до 1208 года был правителем Кукейносского княжества. Затем Ярослав захватывает Оденпе и направляется в Ливонию. «Там его встретили эзельцы и просили направить войско против ревельских датчан, чтобы после победы над датчанами тем легче было вторгнуться в Ливонию, между тем как в Риге, говорили они, много пилигримов, готовых дать отпор, — повествует Генрих. — И послушался их король, и вернулся с войском другой дорогой в Саккалу, и увидел, что вся область уже покорена тевтонами, два замка взято, а его русские повешены в Вилиенде. Он сильно разгневался и, срывая гнев свой на жителях Саккалы, поразил область тяжким ударом, решил истребить всех, кто уцелел от руки тевтонов и от бывшего в стране большого мора; некоторые однако спаслись бегством в леса. Пройдя со своим большим войском в Гервен, он созвал к себе гервенцев, виронцев и варбольцев с эзельцами. Со всеми ими он осадил датский замок Линданисе, четыре недели бился с датчанами, но не мог ни одолеть их, ни взять их замок, потому что в замке было много балистариев, убивавших немало русских и эстов. Поэтому в конце концов король суздальский возвратился со всем своим войском в Руссию».
Осенью 1223 года немцы в первый раз неудачно осаждают Ю́рьев. Весной 1224 года повторяют эту попытку и наконец, в августе — сентябре 1224 года захватывают Юрьев и убивают князя Вячко. После этого Новгород заключает с Ригой мирный договор, отказываясь от претензий на Эстонию.
- 1343—1345 — Крестьянская война в Эстонии